# Joe Beverley
Joseph Beverley, detto Joe (Blackburn, 12 novembre 1856 – Blackburn, 21 maggio 1897), è stato un calciatore inglese, di ruolo difensore o attaccante.

## Biografia

### Infanzia
Viene partorito il 12 novembre 1856 al 13 di Butler Street, a Blackburn, da William Beverley, ex soldato sessantenne nato a Melbourne, e Lavinia Loder, ostetrica di Okeford Fitzpaine qualificata a Dublino. Joseph aveva due fratelli: uno nato a Terranova e l'altro a Chatham.

### Vita privata
Alla fine del 1877 sposa Mary Ann Gabbott. Due anni dopo nasce la prima figlia, Lavinia, mentre nel 1882 viene al mondo Elizabeth. Il 6 settembre 1884 arriva William James, il 18 settembre 1890 Eleanor Maude, il 2 ottobre 1892 Samuel George e il primo dicembre del 1896 il sesto e ultimo figlio, Ralph Edward. La famiglia vive, secondo il censimento del 1881, al numero 8 di Balaclava Street, mentre, secondo il Blackburn Standard del 23 gennaio 1886, risiede al 72 di Anvil Street. Beverley è un tornitore meccanico.

### Morte
Il 21 maggio 1897 l'ex calciatore muore in un incidente nella fabbrica del signor G. Whiteley: mentre ripara un motore, qualcosa cade sulla sua testa e il suo cranio viene fratturato in tre punti. Portato via in condizioni disastrose, perde la vita in infermeria. La moglie morirà invece nel 1925.

## Caratteristiche tecniche
Non molto alto (1,73 m), il suo ruolo naturale era quello di terzino, principalmente destro; tuttavia giocò le prime due stagioni della sua carriera come attaccante, posizione nella quale fu impiegato anche in seguito occasionalmente. Il suo debutto avvenne però da portiere: nell'amichevole del 9 febbraio 1878 contro il St John's, sua vecchia scuola, venne messo tra i pali dopo che il Blackburn Olympic, sua squadra del tempo, era rimasto in inferiorità numerica.

## Carriera

### Club

#### Blackburn Olympic
Dopo aver giocato a calcio a scuola, precisamente alla St John's, nel 1877 Beverley diventa uno dei promotori del Black Star Football Club. Nel febbraio del 1878 viene incaricato, insieme ad altre persone, di organizzare un'unione con il James Street Club: nasce così il Blackburn Olympic Football Club. Nel 1879 viene scelto come capitano della squadra; con essa riesce a conquistare due Blackburn Cup (1878-1879, 1879-1880) e una East Lancashire Charity Cup (1881-1882) e raggiunge le semifinali di Lancashire Cup nel 1882.

#### Blackburn Rovers

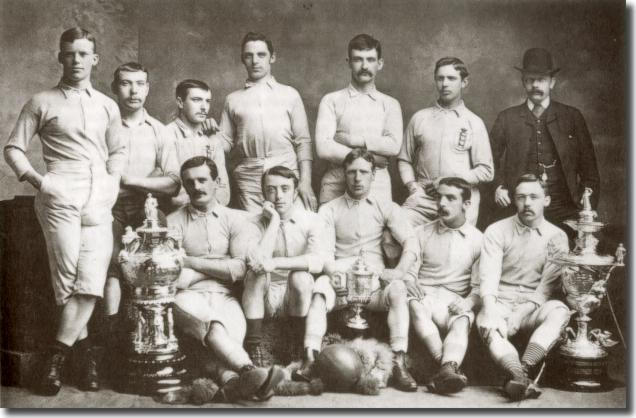
Beverley (fila dietro, terzo da sinistra) con il Blackburn Rovers al termine della stagione 1883-1884

Nell'ottobre del 1882 passa ai rivali cittadini del Blackburn Rovers; alla sua prima stagione nel club vince la Lancashire Cup. Nell'ottobre del 1883 sembra fatta per il suo trasferimento al Preston North End, tuttavia il giocatore cambia idea all'ultimo momento e opta per rimanere. Fortunatamente, fa la scelta giusta: in quest'annata il Blackburn ottiene sia la Lancashire Cup che la prestigiosa FA Cup.

#### Ritorno al Blackburn Olympic
Dopo il double ottenuto con i Rovers, decide di fare ritorno all'Olympic. In questo nuovo periodo ai Light Blues non riesce a vincere nessun trofeo; il miglior risultato in una competizione è la finale di Lancashire Cup nella stagione 1884-1885, persa per 2-1 contro il suo vecchio club.

#### Ritorno al Blackburn Rovers

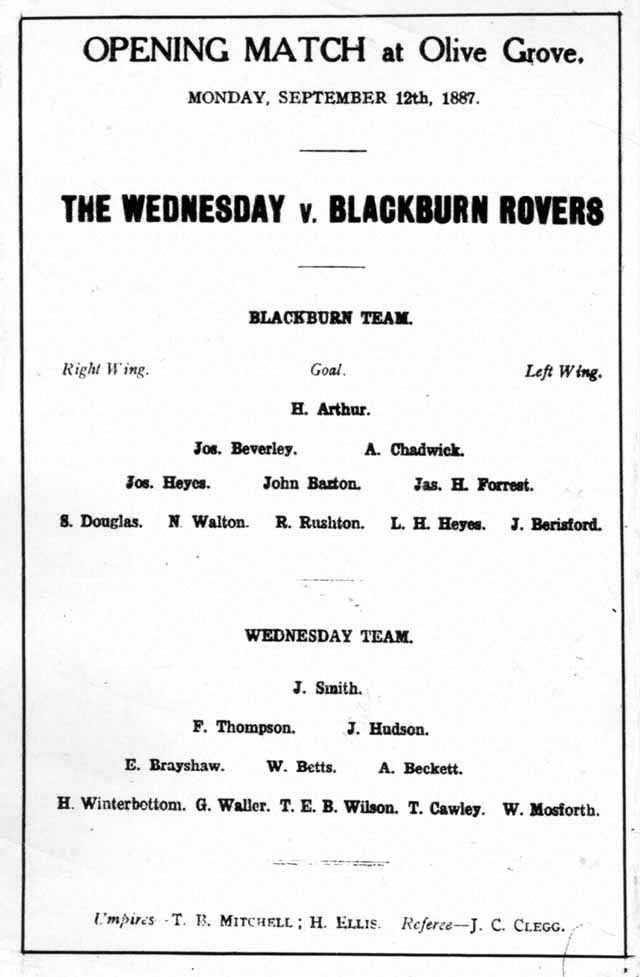
Volantino pubblicitario della partita The Wednesday-Blackburn del 12 settembre 1887, con Beverley nella difesa degli ospiti

Alla fine del 1887 ritorna al Blackburn Rovers. L'anno successivo nasce la Football League; Beverley esordisce nella nuova competizione il 15 settembre 1888, nel match terminato 5-5 contro l'Accrington. Disputa l'ultima partita della sua carriera l'8 dicembre 1888: un pareggio per 4-4 contro il Bolton Wanderers. Sceglie di ritirarsi al termine della stagione, con il Blackburn quarto in classifica.

#### South Bank
Nonostante avesse deciso di smettere di giocare a calcio, nell'agosto del 1890 va inaspettatamente al South Bank; pur lasciando il club solo un mese dopo, viene comunque inserito nella lista contenente la rosa stagionale, consegnata al giornale The Northern Echo.

### Nazionale
Beverley debutta con la nazionale inglese il 23 febbraio 1884, nella splendida vittoria per 8-1 in casa dell'Irlanda. Con i tre leoni disputa altre due partite: il 15 marzo, il match perso 1-0 contro la Scozia, e il 17 marzo, quello vinto in trasferta 4-0 contro il Galles.

## Statistiche

### Cronologia presenze e reti in nazionale
| Cronologia completa delle presenze e delle reti in nazionale ― Inghilterra | Cronologia completa delle presenze e delle reti in nazionale ― Inghilterra | Cronologia completa delle presenze e delle reti in nazionale ― Inghilterra | Cronologia completa delle presenze e delle reti in nazionale ― Inghilterra | Cronologia completa delle presenze e delle reti in nazionale ― Inghilterra | Cronologia completa delle presenze e delle reti in nazionale ― Inghilterra | Cronologia completa delle presenze e delle reti in nazionale ― Inghilterra | Cronologia completa delle presenze e delle reti in nazionale ― Inghilterra |
| Data                                                                       | Città                                                                      | In casa                                                                    | Risultato                                                                  | Ospiti                                                                     | Competizione                                                               | Reti                                                                       | Note                                                                       |
| -------------------------------------------------------------------------- | -------------------------------------------------------------------------- | -------------------------------------------------------------------------- | -------------------------------------------------------------------------- | -------------------------------------------------------------------------- | -------------------------------------------------------------------------- | -------------------------------------------------------------------------- | -------------------------------------------------------------------------- |
| 23-2-1884                                                                  | Belfast                                                                    | Irlanda                                                                    | 1 – 8                                                                      | Inghilterra                                                                | Torneo Interbritannico                                                     | -                                                                          |                                                                            |
| 15-3-1884                                                                  | Glasgow                                                                    | Scozia                                                                     | 1 – 0                                                                      | Inghilterra                                                                | Torneo Interbritannico                                                     | -                                                                          |                                                                            |
| 17-3-1884                                                                  | Wrexham                                                                    | Galles                                                                     | 0 – 4                                                                      | Inghilterra                                                                | Torneo Interbritannico                                                     | -                                                                          |                                                                            |
| Totale                                                                     |                                                                            | Presenze                                                                   | 3                                                                          |                                                                            | Reti                                                                       | 0                                                                          |                                                                            |

## Palmarès
- Blackburn Cup: 2

Blackburn Olympic: 1878-1879, 1879-1880
- East Lancashire Charity Cup: 2

Blackburn Olympic: 1881-1882
Blackburn Rovers: 1882-1883
- Lancashire Cup: 2

Blackburn Rovers: 1882-1883, 1883-1884
- Coppa di Lega inglese: 1

Blackburn Rovers: 1883-1884